# Outrider
| Оценки критиков                  | Оценки критиков  |
| Источник                         | Оценка           |
| -------------------------------- | ---------------- |
| AllMusic                         | [ 1 ]            |
| Chicago Tribune                  | (неблагоприятн.) |
| Collector's Guide to Heavy Metal | 4/10             |
| Kerrang!                         | [ 4 ]            |
| Rolling Stone                    | [ 5 ]            |
| Spin                             | (благоприятн.)   |

Outrider (возможные варианты перевода — Коммивояжёр или Всадник) — первый и до настоящего времени единственный студийный альбом в сольной дискографии Джимми Пейджа, выпущенный 19 июня 1988 года на лейбле Geffen Records.
Альбом был записан в собственной студии Пейджа The Sol в Англии в начале 1987 года. В работе над альбомом принимал участие, в том числе, сын Джона Бонэма Джейсон (ударные), а Роберт Плант исполнил вокал в одной из композиций.
Изначально Пейдж планировал сделать альбом двойным, однако в самом начале работы над ним дом музыканта был ограблен; среди похищенных вещей оказались и некоторые демозаписи для будущего альбома. Пейдж принял решение не восстанавливать утраченный материал и записывать новые идеи.
Осенью 1988 года в поддержку альбома (изданного в двух вариантах - на пластинке и компакт-диске) был проведён трёхмесячный концертный тур по городам США и Великобритании.

## Успех альбома и критика
Outrider достиг 27 места в британском чарте UK Albums Chart, 26 в американском чарте Billboard 200 и стал золотым в США. Кроме того, релиз занял 16 место в списке лучших рок-альбомов 1988 года по версии журнала Kerrang!
Всего на песни альбома было выпущено три сингла; самым популярным стал «Wasting My Time», достигший 4 места в чарте Billboard Hot Mainstream Rock Tracks (в продажу сингл поступил на виниловой пластинке с инструментальной «Writes of Winter» на би-сайде).
Сам Пейдж впоследствии отзывался о своей работе так:

Outrider получился нормальным. Он похож на демозапись в сравнении с некоторыми искусно спродюсированными альбомами других исполнителей того времени. Это не очень хорошо, но не столь важно — главное, что затем я отправился в концертный тур. Я просто играл музыку на концертах, словно возвращаясь к временам The Yardbirds. Джейсон [Бонэм] был барабанщиком в этом туре.
— Интервью журналу Uncut.

## Список композиций
| №  | Название           | Автор(ы)                 | Вокалист         | Длительность |
| -- | ------------------ | ------------------------ | ---------------- | ------------ |
| 1. | «Wasting My Time»  | Джимми Пейдж, Джон Майлз | Джон Майлз       | 4:28         |
| 2. | «Wanna Make Love»  | Пейдж, Майлз             | Майлз            | 5:20         |
| 3. | «Writes of Winter» | Пейдж                    | инструментальная | 3:27         |
| 4. | «The Only One»     | Пейдж, Роберт Плант      | Роберт Плант     | 4:27         |
| 5. | «Liquid Mercury»   | Пейдж                    | инструментальная | 3:04         |

| №                   | Название                                       | Автор(ы)            | Вокалист            | Длительность |
| ------------------- | ---------------------------------------------- | ------------------- | ------------------- | ------------ |
| 6.                  | «Hummingbird»                                  | Леон Расселл        | Крис Фарлоу         | 5:22         |
| 7.                  | «Emerald Eyes»                                 | Пейдж               | инструментальная    | 3:20         |
| 8.                  | «Prison Blues»                                 | Пейдж, Фарлоу       | Фарлоу              | 7:10         |
| 9.                  | «Blues Anthem (If I Cannot Have Your Love...)» | Пейдж, Фарлоу       | Фарлоу              | 3:24         |
| Общая длительность: | Общая длительность:                            | Общая длительность: | Общая длительность: | 39:50        |

## Позиции в чартах

### Альбом
| Чарт (1988)                         | Позиция |
| ----------------------------------- | ------- |
| UK Albums Chart                     | 27      |
| Swedish Albums Chart                | 28      |
| US Billboard 200 Albums Chart       | 26      |
| Canadian RPM Top 100 Chart          | 25      |
| Australian ARIA Top 50 Albums Chart | 25      |
| German Albums Chart                 | 50      |

### Синглы
| Год  | Песня             | Чарт                                          | Позиция |
| ---- | ----------------- | --------------------------------------------- | ------- |
| 1988 | "Wasting My Time" | US Billboard Hot Mainstream Rock Tracks Chart | 4       |
| 1988 | "Wasting My Time" | Canadian RPM Top 100 Chart                    | 83      |
| 1988 | "The Only One"    | US Billboard Hot Mainstream Rock Tracks Chart | 13      |
| 1988 | "Prison Blues"    | US Billboard Hot Mainstream Rock Tracks Chart | 26      |

## Сертификация
| Страна     | Продажи  | Сертификация |
| ---------- | -------- | ------------ |
| США (RIAA) | 500,000+ | Золотой      |

## Концертный тур
| Дата             | Город             | Страна         | Место                                 |
| ---------------- | ----------------- | -------------- | ------------------------------------- |
| 2 сентября 1988  | Майами            | США            | Miami Arena                           |
| 6 сентября 1988  | Атланта           | США            | The Omni                              |
| 8 сентября 1988  | Майами            | США            | James L. Knight Center                |
| 9 сентября 1988  | Тампа             | США            | USF Sun Dome                          |
| 11 сентября 1988 | Хьюстон           | США            | The Summit                            |
| 14 сентября 1988 | Остин             | США            | Frank Erwin Center                    |
| 16 сентября 1988 | Эль Пасо          | США            | UTEP Special Events Center            |
| 17 сентября 1988 | Меса              | США            | Mesa Ampitheatre                      |
| 23 сентября 1988 | Даллас            | США            | Coca-Cola Starplex                    |
| 24 сентября 1988 | Новый Орлеан      | США            | Municipal Auditorium                  |
| 7 октября 1988   | Лос-Анджелес      | США            | LA Forum                              |
| 8 октября 1988   | Сан-Диего         | США            | SDSU State Theatre                    |
| 11 октября 1988  | Оклэнд            | США            | Oakland-Alameda County Coliseum Arena |
| 14 октября 1988  | Канзас-сити       | США            | Memorial Hall                         |
| 16 октября 1988  | Блумингтон        | США            | Met Center                            |
| 17 октября 1988  | Чикаго            | США            | UIC Pavilion                          |
| 19 октября 1988  | Кливленд          | США            | Public Auditorium                     |
| 21 октября 1988  | Дэйтон            | США            | Hara Arena                            |
| 22 октября 1988  | Детройт           | США            | Joe-Louis Arena                       |
| 25 октября 1988  | Рочестер          | США            | Rochester Arena War Memorial          |
| 26 октября 1988  | Ист-Ратерфорд     | США            | Brendan Byrne Arena                   |
| 28 октября 1988  | Юниондейл         | США            | Nassau Colisuem                       |
| 29 октября 1988  | Ворчестер         | США            | Worcester Centrum                     |
| 30 октября 1988  | Филадельфия       | США            | The Spectrum                          |
| 3 ноября 1988    | Нью Хэйвен        | США            | Veterans Memorial Coliseum            |
| 4 ноября 1988    | Сиракьюс          | США            | Onondaga War Memorial Auditorium      |
| 5 ноября 1988    | Трой              | США            | RPI Fieldhouse                        |
| 8 ноября 1988    | Лендовер          | США            | Capital Center                        |
| 9 ноября 1988    | Питтсбург         | США            | Syria Mosque                          |
| 11 ноября 1988   | Портленд          | США            | Cumberland County Civic Center        |
| 12 ноября 1988   | Нью-Йорк          | США            | The Ritz                              |
| 13 ноября 1988   | Нью-Йорк          | США            | The Ritz                              |
| 21 ноября 1988   | Бирмингем         | Великобритания | The Hummingbird                       |
| 23 ноября 1988   | Ньюкасл-апон-Тайн | Великобритания | Newcastle City Hall                   |
| 24 ноября 1988   | Лондон            | Великобритания | Hammersmith Odeon                     |
| 25 ноября 1988   | Лондон            | Великобритания | Hammersmith Odeon                     |
| 26 ноября 1988   | Манчестер         | Великобритания | Manchester Apollo                     |

## Участники записи
Музыканты
- Джимми Пейдж – гитара, синтезатор, бэк-вокал; продюсер
- Бэрримор Барлоу – ударные в композициях "Liquid Mercury" и "Emerald Eyes"
- Джейсон Бонэм – ударные
- Крис Фарлоу – вокал в "Hummingbird", "Prison Blues", "Blues Anthem (If I Cannot Have Your Love...)"
- Тони Франклин – бас-гитара в "Wasting My Time"
- Феликс Криш – бас-гитара в "The Only One", "Liquid Mercury", "Emerald Eyes", "Prison Blues" и "Blues Anthem (If I Cannot Have Your Love...)"
- Дурбан Лаверде – бас-гитара в "Wanna Make Love", "Writes of Winter" и "Hummingbird"
- Джон Майлз – вокал в "Wasting My Time" и "Wanna Make Love"
- Роберт Плант – вокал в "The Only One"

Технический персонал
- Питер Эшуорт – фотографии
- Дик Битхэм – ассистент звукоинженера
- Стив Хойлэнд – ассистент звукоинженера
- J.L. – обложка, графическое оформление
- Джордж Марино – мастеринг
- Лейф Масес – звукоинженер, микширование